# STS-90
La STS-90 è una missione spaziale del Programma Space Shuttle.

## Equipaggio
- Richard A. Searfoss (3) - Comandante
- Scott D. Altman (1) - Pilota
- Richard M. Linnehan (2) - Specialista di missione
- Kathryn P. Hire (1) - Specialista di missione
- Dafydd Williams (1) - Specialista di missione
- Jay C. Buckey (1) - Specialista del carico - CSA
- James A. Pawelczyk (1) - Specialista del carico

Tra parentesi il numero di voli spaziali completati da ogni membro dell'equipaggio, inclusa questa missione.

## Parametri della missione
- Massa:
  - Navetta al rientro con carico: 105.462 kg
  - Carico utile: 10.788 kg
- Perigeo: 247 km
- Apogeo: 274 km
- Inclinazione orbitale: 39.0°
- Periodo: 1 ora, 29 minuti, 42 secondi